# Trichoprosopon
Trichoprosopon é um género zoológico pertencente à família Culicidae, que é vulgarmente chamada de mosquito.